# 鼠王合唱團
鼠王合唱團 ( 英語: Ratt ) 是一支成立於 1976 年美國加州聖地牙哥的華麗金屬樂團，經典陣容包括史蒂芬．皮爾西( 主唱 )、主唱和節奏吉他的羅賓．克羅斯比( 主唱、節奏吉他 )、瓦倫．迪馬蒂尼( 主唱、節奏吉他 )、約恩．克魯薩( 低音吉他 )和鮑比．布魯扎( 鼓手 )。
一般認為鼠王對 1980 年代的洛杉磯華麗金屬風潮的形成發揮了重要作用。
他們取得巨大的商業成功，多張專輯被美國唱片業協會認證為黃金、白金和多白金唱片；該樂團的熱門單曲〈Round and Round〉和〈Lay It Down〉進入告示牌百大單曲榜的前 40 名。其他如〈Wanted Man〉、〈You're in Love〉 、〈Dance〉和〈Way Cool Jr.〉也曾上榜。